# Caso Hermosilla
El Caso Hermosilla —también conocido como Caso Audios— es un escándalo de corrupción, soborno, cohecho y tráfico de influencias revelado por el medio chileno Ciper en noviembre de 2023. El reportaje incluyó la transcripción de una conversación entre el abogado Luis Hermosilla, el empresario Daniel Sauer y la abogada María Leonarda Villalobos, en la cual Hermosilla proponía sobornar a sus contactos en el Servicio de Impuestos Internos (SII) para obtener información sobre la investigación que la Comisión para el Mercado Financiero (CMF) estaba realizando sobre los negocios de Sauer. La investigación judicial iniciada tras esta revelación expuso no sólo el vínculo económico de Hermosilla y Villalobos con los negocios ilegales de la empresa Factop, sino también las numerosas conexiones políticas y eventual tráfico de influencias que el abogado penalista tendría a través de sus relaciones personales con funcionarios públicos y políticos como el exministro Andrés Chadwick, el posterior juez de la Corte Suprema Jean Pierre Matus, el exdirector de la Policía de Investigaciones de Chile, Sergio Muñoz Yáñez, el exministro Felipe Ward, la exministra de la Corte Suprema Ángela Vivanco, el fiscal metropolitano oriente, Manuel Guerra, entre otros. La justicia conoce de este caso, donde son querellantes el Consejo de Defensa del Estado, el Servicio de Impuestos internos y los diputados Daniel Manouchehri y Daniella Cicardini.

## Antecedentes
En 2020, la CMF solicitó al SII información sobre el comportamiento de doce RUT, entre personas naturales y sociedades, relacionados con la corredora de bolsa STF y la empresa de factoring Factop, ambas propiedad de Daniel Sauer y su hermano Ariel. Estas empresas fueron suspendidas por la CMF en marzo de 2023 debido a una serie de irregularidades, incluyendo la presentación de boletas falsas, falta de giro para operar, y la adulteración de información sobre la estabilidad financiera de la empresa para atraer a inversionistas, principalmente empresarios de la comunidad judía en Chile.
Ese mismo año, Daniel Sauer, quien ya conocía a Leonarda Villalobos por servicios jurídicos previos, contactó a Luis Hermosilla para enfrentar la investigación solicitada por la CMF contra su empresa, la cual también involucraba a los empresarios Rodrigo Toperlberg y los hermanos Álvaro y Antonio Jalaff, propietarios de la agencia de bienes inmuebles Grupo Patio, y amigos y ex clientes de Hermosilla.

## La reunión grabada
En junio de 2023, Hermosilla, Villalobos y Sauer se reunieron en el edificio del Grupo Patio en Alonso de Córdova, Vitacura, para discutir estrategias sobre cómo abordar la situación de Factop, aprovechando los supuestos contactos de Hermosilla y Villalobos en el SII y la CMF. La conversación fue grabada en un audio de 105 minutos, que fue filtrado al medio de investigación periodística Ciper. En la grabación, Hermosilla propone a Sauer sobornar a funcionarios del SII y la CMF para obtener información confidencial sobre la investigación en curso, además de otras acciones que involucraban establecer conexiones personales con dichos funcionarios para resolver el problema.
Tras la publicación de la transcripción del audio y el inicio de la investigación judicial por soborno contra los involucrados, Villalobos declaró que ella grabó la conversación como una forma de tener pruebas de que Sauer intentaba inculpar a Topelberg en el caso, a quien ella también asesoraba legalmente en paralelo.

### La respuesta de Hermosilla
Tras la revelación de Ciper, Hermosilla emitió un comunicado afirmando que la publicación era «ilegal» por tratarse de una conversación privada entre él y su cliente, y que los sobornos propuestos no eran reales, sino una táctica para presionar o engañar a su cliente Daniel Sauer y que éste le entregara dinero. Varios abogados y especialistas en derecho refutaron esta defensa, señalando que cuando se está en presencia de un delito, las pruebas, aunque obtenidas sin consentimiento, pueden ser válidas en un proceso judicial.

## Repercusiones judiciales
En abril de 2024, el Cuarto Juzgado de Garantía de Santiago formalizó a Daniel Sauer, Ariel Sauer, Alberto Sauer, Rodrigo Topelberg, Darío Cuadra y Luis Flores por el Caso Factop, en el cual se habrían emitido 9970 facturas falsas que generaron una deuda a sus clientes de 12 988 219 183 CLP.
A principios de agosto de 2024, tras meses de investigación, el SII presentó una querella contra Hermosilla, Villalobos y el esposo de ésta, Luis Angulo, por diversos delitos tributarios, incluyendo la omisión de declaración de ingresos recibidos de distintas sociedades y la utilización de facturas falsas. El 27 de agosto, la jueza a cargo del caso decretó la prisión preventiva para Luis Hermosilla y Leonarda Villalobos mientras dure la investigación.

### Estrategia de la defensa
La defensa de Luis Hermosilla ha estado a cargo de su hermano, el también abogado Juan Pablo Hermosilla. Éste ha buscado establecer, entre otras tesis, que el audio grabado, además de ser ilegal, no representaba pruebas de delito porque lo que allí se hablaba no era más que una estrategia de Hermosilla y Villalobos para presionar a Sauer y obtener más dinero de su parte, y no necesariamente una intención real de cometer los delitos allí mencionados. También han mencionado que Hermosilla es víctima de una persecución política por su cercanía con el mundo político de derecha.

### Estrategia de la fiscalía
Por su parte, la fiscalía se ha encargado de mostrar todas las conexiones que Hermosilla tiene con el mundo político y económico en Chile, a fin de evidenciar su nivel de influencia y la factibilidad de que la intención de realizar los delitos mencionados en el audio expuesto sí fueran reales.
Al mismo tiempo, la fiscalía mostró las declaraciones de funcionarios del SII, de la CMF y de la Tesorería General de la República, quienes aseguraban que Leonarda Villalobos sí les había realizado pagos millonarios por información confidencial sobre el caso Saeur y otros casos anteriores.

## Repercusiones políticas y mediáticas
Como parte de la investigación, la policía incautó los teléfonos celulares de Villalobos y Hermosilla para revisar sus mensajes, lo cual Hermosilla intentó impedir presentando un recurso de amparo, argumentando que la medida violaba la privacidad de sus conversaciones con clientes no relacionados con el Caso Factop. El recurso fue desestimado. Al revisar el teléfono de Villalobos, se encontraron conversaciones que revelaban reuniones entre ella y la Contralora General de la República, Dorothy Pérez. En el teléfono de Hermosilla, se hallaron conversaciones con diversas autoridades políticas y públicas, incluidos jueces, fiscales y autoridades policiales, quienes le proporcionaban información relevante a cambio de favores políticos y tráfico de influencias.

### El teléfono de Hermosilla
En septiembre de 2024, la defensa de Hermosilla tuvo acceso a una copia digital de todo el historial de conversaciones de mensajería instantánea del abogado, equivalentes a 777 mil páginas, argumentando la importancia de transparentar sus supuestas relaciones con diferentes personas de todo el espectro político y público, incluyendo funcionarios en ejercicio. La solicitud fue criticada por diferentes personajes políticos y mediáticos, incluido integrantes del gobierno de Boric, considerada una forma de «intoxicar» el debate público.
Ese mismo se comenzaron a filtrar en la prensa la diversidad de conversaciones de Hermosilla incluso con personajes cercanos a la ex Concertación o Nueva Mayoría, como el actual ministro y exsenador socialista Álvaro Elizalde, el abogado Francisco Feres y la exministra Ana Lya Uriarte.

### Redes en el poder judicial
El 9 de septiembre se publicaron las conversiones entre Hermosilla y la jueza de la Corte Suprema, Ángela Vivanco; los chats mostraron no sólo su relación de amistad, si no la larga lista de favores que ambos se prestaban, entre ellos el eventual tráfico de influencias de Hermosilla en el ejecutivo y en el parlamento para apoyar la nominación de Vivanco como jueza de la Corte, y la entrega de información confidencial desde Vivanco a favor de Hermosilla en ciertos casos en los que éste oficiaba como defensor, particularmente aquellos que involucraban a la Policía de Investigaciones y a Carabineros.
Como consecuencia, el pleno de la Corte Suprema decidió suspender a Vivanco de sus funciones mientras que diputados del oficialismo y la oposición presentaron dos acusaciones constitucionales diferentes argumentando su «evidente abandono de deberes» como jueza. El día 10 de octubre de 2024, el Pleno de la Corte Suprema decidió de forma unánime su remoción del cargo de ministra, al estimar que habría «comprometido gravemente con su mal comportamiento los cimientos del Estado de Derecho».
En enero de 2025 se publicó que Hermosilla también apoyó la postulación y futuro nombramiento de la abogada Verónica Sabaj en la Corte de Apelaciones de Santiago y que ésta le devolvió ese favor a través de la filtración de información en casos de su interés, como en el caso de la Clínica Las Condes donde se revocó la decisión de enviar a los trabajadores en peligro de contagio de COVID a sus hogares durante la pandemia, y donde Hermosilla había sido contratado por la clínica para hacer lobby a su favor. La Corte de Apelaciones abrió un sumario en contra de Sabaj al respecto.

### Vínculos con el exfiscal Guerra
En octubre de 2024 el medio The Clinic publicó parte de las conversaciones entre Hermosilla y el exfiscal Regional Oriente, Manuel Guerra, que datan de entre 2016 y 2023. Según la nota periodística, esos chats de mensajería instantánea muestran la coordinación entre Guerra, Hermosilla y el exministro del Interior, Andrés Chadwick, para darle una salida favorable a las causas del financiamiento político ilegal hechas por el grupo Penta en el llamado Caso Penta. Los chats además evidenciaron cómo mientras Guerra conversaba con Chadwick y con Hermosilla sobre esas causas, el exfiscal les solicitaba trabajo. Como consecuencia, y después de retirarse del Ministerio Público en 2021, Guerra fue contratado en la Universidad San Sebastián y también cumplió roles en diferentes municipalidades cercanas a la UDI, el partido de Chadwick, como la Municipalidad de La Florida y la Municipalidad de Providencia.